# Gaius Octavius

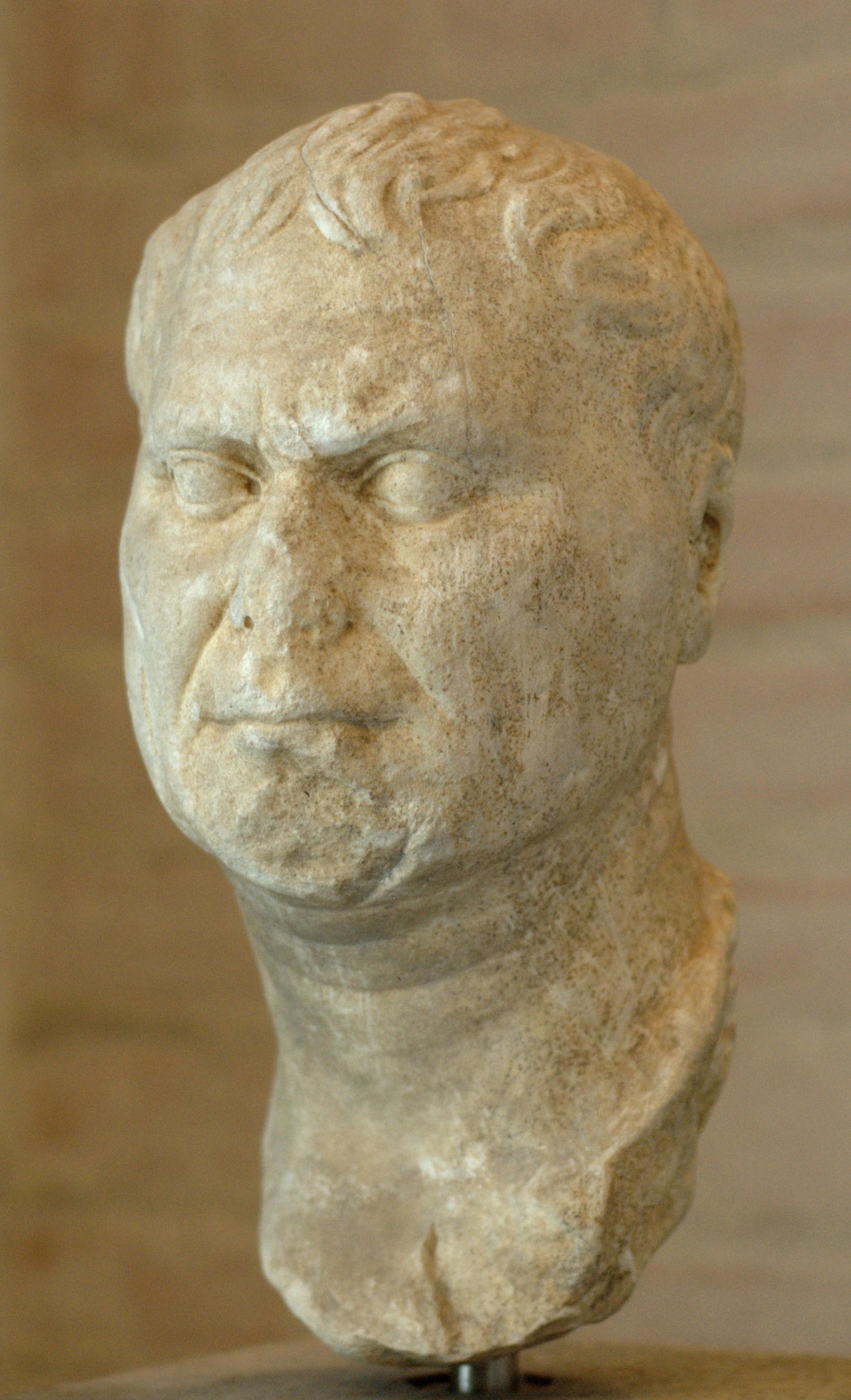
Capul unei statui considerate ca putându-l reprezenta pe Gaius Octavius (ca. 60 î.Hr., Gliptoteca de la München).

Gaius Octavius (n. aproximativ 100 î.Hr. - d. 59 î.Hr.) a fost tatăl împăratului Augustus. În ciuda faptului ca provenea dintr-o familie bogată, familia sa a fost mai degrabă plebee decât patriciană.